# Frankrigs U/17-fodboldlandshold
Frankrigs U/17-fodboldlandshold består af de bedste franske fodboldspillere der er 17 år gamle eller yngre udvalgt af FFF

## Sejre
- Verdensmesterskabet :
  - Vinder i 2001
- Europamesterskabet :
  - Vinder i 2004 og 2015
  - Finalist i 2002 og 2008
- Tournoi du Val de Marne :
  - Vinder i 2003

## Trænere
- 1999 - 2001 : Jean-François Jodar
- 2003 - 2004 : Philippe Bergeroo
- 2004 - 2005 : Luc Rabat
- 2005 - 2006 : François Blaquart
- 2006 - 2007 : Luc Rabat
- 2007 - 2008 : Francis Smerecki
- 2008 - 2009 : Philippe Bergeroo
- 2009 - 2010 : Guy Ferrier
- 2010 - 2011 : Patrick Gonfalone
- 2011 - 2012 : Jean-Claude Giuntini
- 2013 - 2014 : Laurent Guyot
- siden 2014 : Jean-Claude Giuntini[1]